# L'Ami des jardins et de la maison
L'Ami des jardins et de la maison est un magazine mensuel français consacré au jardinage et à l'horticulture.

## Description
Le magazine appartient au groupe Reworld Media.
La revue est également accessible sous format numérique.
Elle est mentionnée par de nombreux média, notamment, les éditions Le Petit Futé[pertinence contestée], Le Monde, France Info, et Les Échos, entre autres.